# 比利·麥堅尼
威廉·亞歷山大·"比利"·麥堅尼（英語：William Alexander "Billy" McKinlay，1969年4月22日—）是一名蘇格蘭前職業足球員，退役後擔任教練，於擔任英冠球會屈福特主教練僅8天即被替換。

## 生平

### 教練
2014年9月29日，屈福特主教練奧斯卡·加西亞（Oscar Garcia）因健康理由請辭，由上週才就任一隊教練的麥堅尼接掌帥印。翌日麥堅尼辭任北愛爾蘭國家隊助理領隊。

## 外部連結
- 足球数据库：比利·麥堅尼的球员统计数据
- 比利·麥堅尼 — 蘇格蘭足球協會
- Career statistics （页面存档备份，存于）